# Thomas Meaney
Thomas „Tom“ J. V. Meaney (* 11. August 1931 in Millstreet, County Cork; † 26. Dezember 2022 in Derrinagree, County Cork) war ein irischer Politiker der Fianna Fáil, der von 1965 bis November 1982 Abgeordneter (Teachta Dála) des Dáil Éireann, des Unterhauses des Parlaments (Oireachtas), war. Er war zudem zwischen 1980 und 1981 Staatsminister im Ministerium für Industrie, Handel und Energie.

## Leben
Thomas „Tom“ J. V. Meaney war ein Sohn des Fianna Fáil-Politikers Cornelius „Con“ Meaney (1890–1970), der zwischen 1937 und 1943 sowie von 1961 bis 1965 Abgeordneter des Dáil Éireann war, und dessen Ehefrau Nora Connell. Er war als Landwirt tätig und wurde nach dem Verzicht seines Vaters auf eine erneute Kandidatur bei der Wahl am 7. April 1965 für die Fianna Fáil im Wahlkreis Cork Mid erstmals Abgeordneter (Teachta Dála) des Dáil Éireann, des Unterhauses des Parlaments (Oireachtas), wobei er mit 5683 Stimmen (14,16 Prozent) den dritten Platz belegte. Bei den darauf folgenden Wahlen am 18. Juni 1969 wurde er in diesem Wahlkreis mit 8978 Stimmen (22,98 Prozent) sowie am 28. Februar 1973 mit 10.400 Stimmen (25,64 Prozent) jeweils wiedergewählt und belegte dabei jeweils den ersten Platz. Bei der Wahl am 16. Juni 1977 bewarb er sich wiederum im Wahlkreis Cork Mid und wurde mit 11.877 Stimmen (19,39 Prozent) und dem zweitbesten Ergebnis wieder zum Abgeordneten des Unterhauses gewählt. Er war zugleich von 1970 bis 1977 Mitglied des Rates des County Cork (Cork County Council) und wurde 1973 Sprecher der Fianna Fáil für Verteidigung. In einer Haushaltsrede im Februar 1978 kündigte der damalige Finanzminister George Colley eine höchst umstrittene Abgabe von zwei Prozent auf Agrarerzeugnisse an. Meaney führte die interne Opposition an und stellte einen Antrag bei der Fraktion der Fianna Fáil. Man einigte sich auf Änderungen, und viele Hinterbänkler gingen sogar so weit, das geänderte System öffentlich zu unterstützen, waren jedoch sehr verärgert, als die Abgabe ohne Vorankündigung ausgesetzt wurde, bis eine Einigung mit den Landwirtschaftsverbänden erzielt wurde.
In der Regierung Haughey I bekleidete Meaney zwischen dem 25. März 1980 und dem 30. Juni 1981 den Posten als Staatsminister im Ministerium für Industrie, Handel und Energie und war damit engster Mitarbeiter von Minister Desmond O’Malley. Er war der erste Minister einer Dubliner Regierung, der sich mit einem Amtskollegen aus Nordirland traf, um Nord-Süd-Maßnahmen zur Förderung des Tourismus auf beiden Seiten der Grenze festzulegen. Bei den Wahlen am 11. Juni 1981 wurde er nunmehr im Wahlkreis Cork North West mit 9756 Stimmen (28,74 Prozent) sowie bei den darauf folgenden Wahlen am 18. Februar 1982 mit 7025 Stimmen (20,97 Prozent) jeweils mit dem besten Ergebnis wieder zum Mitglied des Dáil Éireann gewählt. Bei den Wahlen am 24. November 1982 verzichtete er auf eine erneute Kandidatur. Anfang der 1980er Jahre war er Mitglied der „Gang of 22“, einer Gruppe von Abgeordneten, die sich gegen Charles J. Haughey als Vorsitzenden der Fianna Fáil aussprachen. Zur „Gang of 22“ gehörten unter anderem David Andrews, Sylvester Barrett, Séamus Brennan, George Colley, Pádraig Faulkner, Thomas J. Fitzpatrick, James „Jim“ Gibbons, Mary Harney, Charlie McCreevy, Bobby Molloy, Willie O’Dea, Martin O’Donoghue, Desmond O’Malley, Joe Walsh und Pearse Wyse. Am 6. Oktober 1982 tagte die Fianna Fáil im Parlament. Die Partei stimmte über einen Misstrauensantrag gegen Haugheys Führung ab, der von Charlie McCreevy eingereicht worden war. Meaney gehörte zu denjenigen, die den Antrag unterstützten, der in einer namentlichen Abstimmung mit 58 zu 22 Stimmen abgelehnt wurde. Anti-Haughey-Abgeordnete wurden von einer wütenden Menge angerempelt, als sie das Leinster House verließen, und der ehemalige Minister Jim Gibbons wurde sogar zu Boden geworfen.
Aus seiner im Juni 1962 geschlossenen Ehe mit der 2021 verstorbenen Joan O’Donoghue gingen sechs Kinder hervor.